# قصر

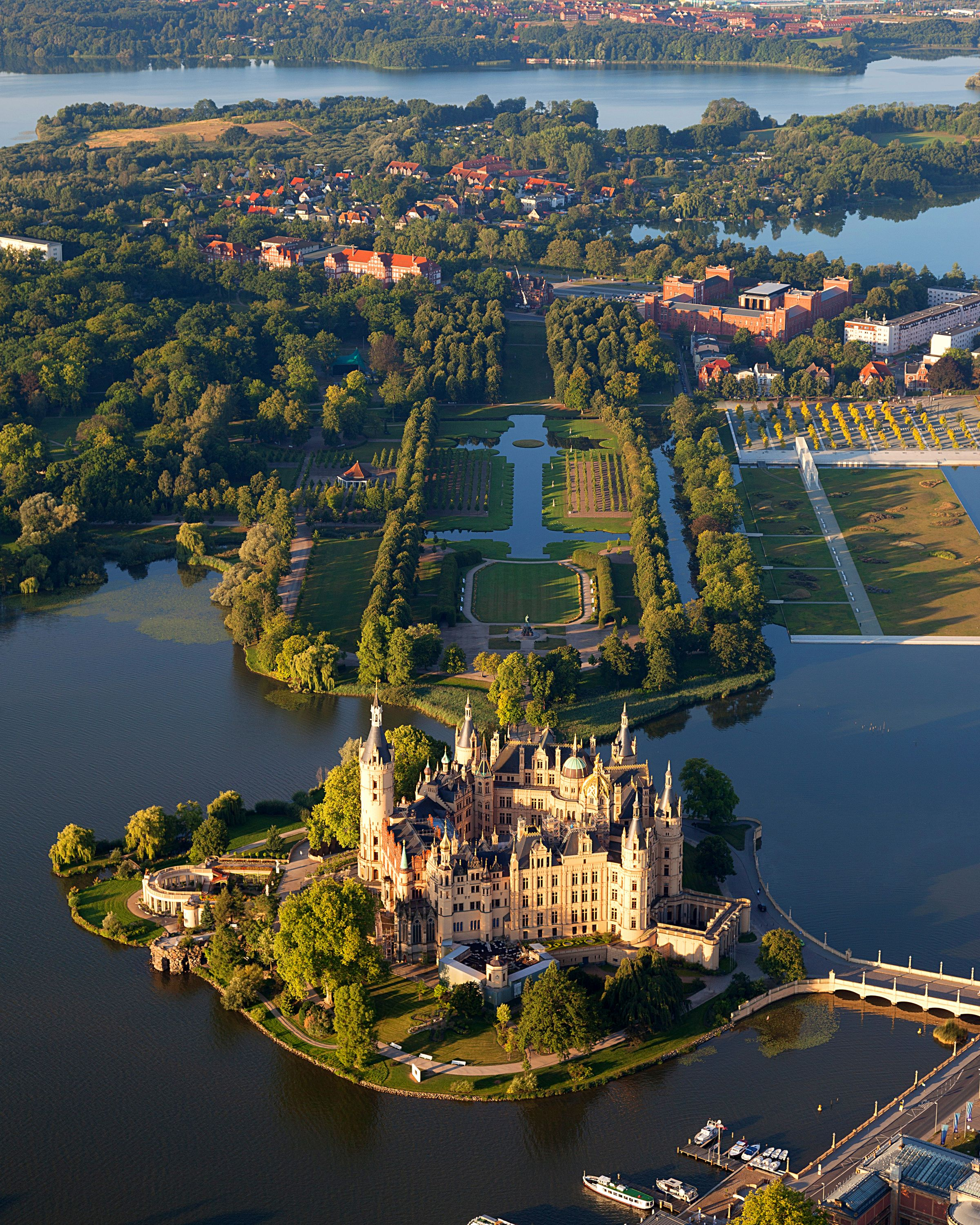
قصر في قلعة شفرين ، ألمانيا

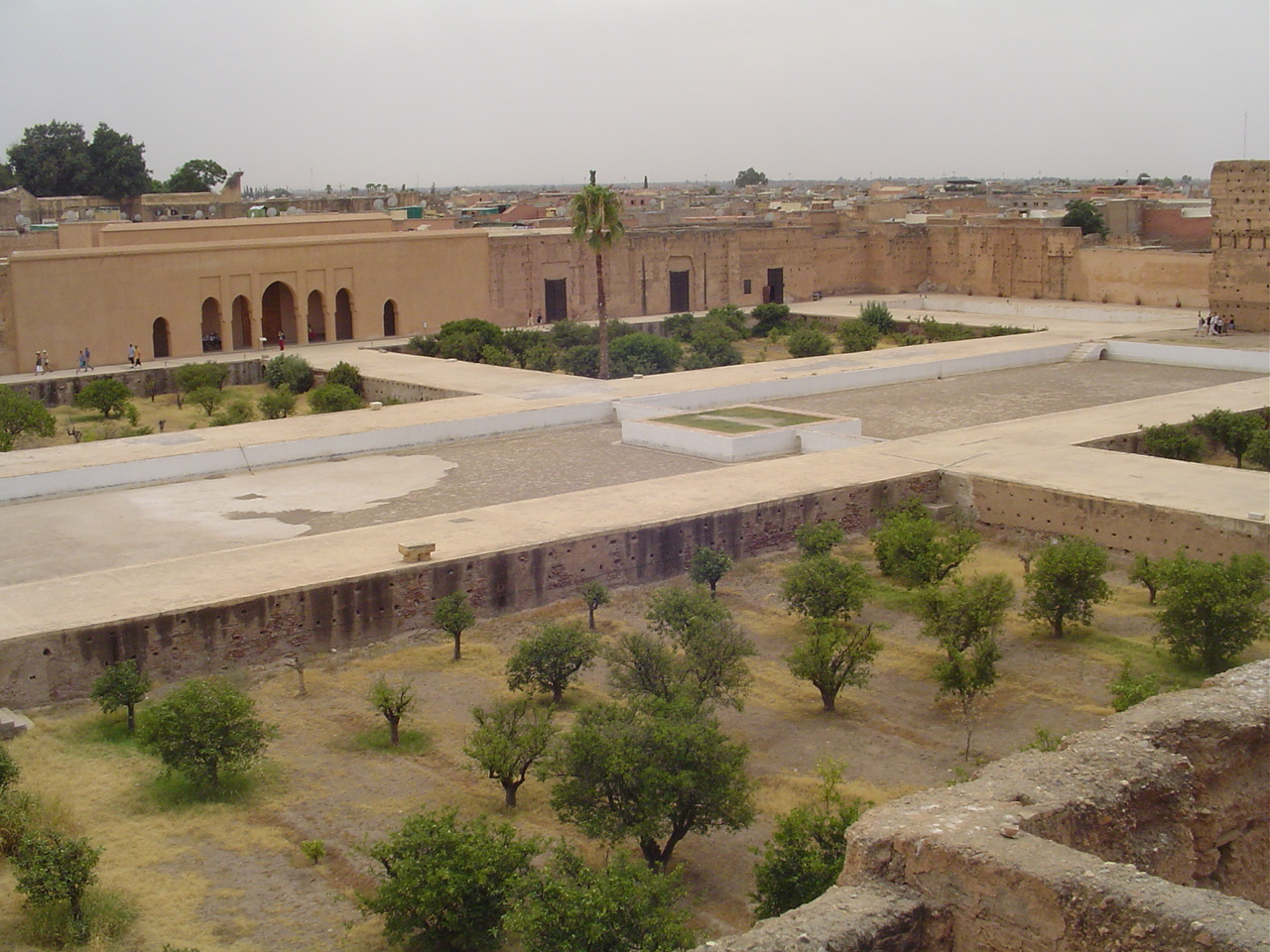
قصر البديع - مراكش

قصر هو مقر إقامة كبير، وخاصة ما يتعلق بالمقرات الملكية والرئاسية، أو الأعيان رفيعي المستوى، كالأساقفة، كما يطلق قصر على المباني الفخمة والمزخرفة.، يطلق أيضاً على بعض أنواع القصور اسم آخر بالفرنسية يتعلق بتصميم لمبنى (بالفرنسية: Château)‏  التي تشبه القلاع.

## قصور
تعتبر مساكن ملوك الفراعنة في الأقصر والتي تضم المباني والأسوار الخارجية وكذلك القصور الآشورية في كالح ونينوى وكذلك قصور إمبراطورية كوريا وتايلاند وفيتنام واليابان والمدينة المحرمة بالصين من أشهرها.